# Kārlis Lasmanis
Kārlis Lasmanis (n. 8 aprilie 1994, Ventspils, Letonia) este un baschetbalist leton, medaliat olimpic. A participat la două ediții ale Jocurilor Olimpice (2020, 2024) în care a câștigat o medalie de aur.

## Participări
Lista de mai jos prezintă principalele competiții la care a participat Kārlis Lasmanis de-a lungul carierei.
- Jocurile Olimpice de vară din 2020[1]